# Pieve d'Alpago
Pieve d'Alpago es una localidad italiana de la provincia de Belluno, región de Véneto , con 2.020 habitantes.

## Evolución demográfica
| Gráfica de evolución demográfica de Pieve d'Alpago entre 1861 y 2001 |
|                                                                      |
| Fuente ISTAT - elaboración gráfica de Wikipedia                      |